# РКГ
РКГ (скорочення від Рухливе кулеметне гніздо, також відома, як Об'єкт 217) — дослідна радянська танкетка, створена під час Радянсько-фінської війни. Остання танкетка, розроблена в СРСР. На озброєнні не перебувала.

## Історія створення та будова
Танкетка РКГ була створена конструкторським бюро ЛКЗ 1940 під керівництвом Ж. Я. Котіна (провідний інженер машини — Л. Є. Сичов). Розробки велися за замовленням військ, що вели бої на Карельському перешийку. Перспективній танкетці відводилася роль максимально простої та дешевої машини безпосередньої вогневої підтримки піхоти кулеметним вогнем.
Танкетка мала бронекорпус прямокутної форми, з невеликими кутами нахилу лобового та бортових вальцованих бронелистів. Ходова частина РКГ стосовно одного борту складалася з чотирьох опорних котків великого діаметра та ведучого колеса заднього розташування. Лінивець був відсутній, і його функції виконував передній коток. У передній частині машини розміщувалося низьке і дуже тісне бойове відділення, в лобовому бронелисті якого розміщувалося озброєння танкетки — два 7,62-мм кулемета ДТ в незалежних кульових установках. Тут же розміщувався боєкомплект кулеметів — 1575 патронів в 25 дискових магазинах по 63 патрона кожний.
Характерною особливістю машини є розміщення членів її екіпажу. У бойових умовах механік-водій та командир-стрілець розташовувалися лежачи на животі. Подібне рішення дозволило радикально зменшити висоту машини (всього 86 см) і забезпечити їй, таким чином, малопомітний силует. У похідному положенні екіпаж мав можливість, відкинувши кришку люка, прийняти більш зручне положення сидячи. У кормі машини розташовувалося моторне відділення, де встановлювався горизонтально-опозитний 2-циліндровий карбюраторний двигун ПМЗ повітряного охолодження потужністю 16 к.с.
Передбачалася можливість перекидання танкетки на далекі відстані на вантажних автомобілях.
Перший зразок РКГ був виготовлений в березні 1940 року і одразу поступив на заводські випробування. За підсумками останніх, військові засумнівалися в бойовій цінності нової машини. Наприклад, кулемети мали дуже обмежені кути обстрілу, а тривале розташування екіпажу в не комфортабельному положенні негативно впливало на боєздатність машини. Крім того, машина була зовсім безсила проти танків або протитанкової артилерії противника. Хоча низький силует в принципі сприяв виживанню машини, її швидкість та рухливість не дозволяли у разі загрози оперативно відступити — машина розганялася лише до 18 км/год. Нарешті, до березня 1940 року бойові дії вже закінчилися і необхідність у танкетці відпала. У підсумку, АБТУ РККА ухвалило рішення згорнути роботи над проектом, визнавши його безперспективним. Попереднє замовлення на партію з п'яти дослідних танкеток було скасоване, на озброєння РКГ прийнята не була і в бойових діях не застосовувалася.